# سورين ويستفال
سورين ويستفال (بالدنماركية: Søren Westphal)‏ مواليد 8 يوليو 1986، هو لاعب كرة يد دانمركي يلعب كحارس مرمى. يلعب حاليا مع نادي آلبورغ لكرة اليد ويحمل الرقم 1.

## المسيرة الاحترافية
لعب مع نادي جوج لكرة اليد في الدوري الدنماركي من سنة 2003 إلى 2006، ثم انضم إلى نادي نورثزيلاند لكرة اليد من سنة 2009 إلى 2012، ثم انضم إلى نادي آلبورغ لكرة اليد في الدوري الدنماركي في سنة 2014.